# Natura 2000-område nr. 26, Ålvand Klithede og Førby Sø
Natura 2000-område nr. 26, Ålvand Klithede og Førby Sø er et Natura 2000-område mellem Nørre Vorupør og Faddersbøl i Nationalpark Thy.
Området består af en stor, sammenhængende klithede med
lyng og våde klitlavninger (lokalt kaldet sleg eller sig). Det ligger på begge sider af landevejen Vorupør-Thisted og er navngivet efter Førby Sø (Vorup Sø) og den mindre sø Ålvand, lokalt kaldet Æ Oelwond.

## Natur
Der er mange søer, især lobeliesøer. Området der er både habitatområde og fuglebeskyttelsesområde, er værdifuldt for bl.a. de sjældne planter hjertelæbe og de to arter af brasenføde. Som fuglelokalitet er området værdifuldt for trane, tinksmed og flere arter af gæs. De værste trusler mod området er eutrofiering, tilgroning, afvanding, øget forstyrrelse, samt gæssenes anvendelse af især lobeliesøerne som fouragerings- og overnatningsområder. Naturplanområdet har et areal på 838 hektar, hvoraf 735 ha er omfattet af naturbeskyttelseslovens § 3, med 528 ha hede, 60 ha eng, 73 ha mose, 74 ha sø og 7 km vandløb. Desuden er der 57 ha nåleskov.
Området er en del af en større naturfredning fra 1977 på 1.144 hektar, hvoraf de 614 hektar ejes af staten. Det udgør siden 2007 en del af Nationalpark Thy.
Natura 2000-planen er vedtaget i 2011, hvorefter kommunalbestyrelserne
og Naturstyrelsen udarbejdede bindende handleplaner for
gennemførelsen af planen. Planen videreføres og videreudvikles i senere planperioder. 
Natura 2000-området ligger i Thisted Kommune, og naturplanen er koordineret med Vandplan 1.1 Nordlige Kattegat, Skagerrak.

## Udpegningsgrundlag for Fuglebeskyttelsesområde nr. 17
- sædgås (T)
- grågås (T)
- trane (Y)
- tinksmed (Y)